# Фракційна дистиляція
Фракційна дистиляція (англ. fractional distillation, рос. фракционная дистилляция) — метод розділення рідких сумішей, де використовується колонку, приєднану до колби, що містить суміш, яку належить дистилювати. Пара, яка пересувається колонкою, конденсується на кільцях, що наповняють колонку, стікає вниз по колонці і знову випаровується. При тому більш леткий компонент може бути відведений на вершині колонки, тоді як менш леткий залишається внизу. 